# Binaluacris bipunctata
Binaluacris bipunctata är en insektsart som beskrevs av Willemse, F.M.H. 1978. Binaluacris bipunctata ingår i släktet Binaluacris och familjen gräshoppor. Inga underarter finns listade i Catalogue of Life.